# Barkeria
Die Gattung Barkeria aus der Familie der Orchideen (Orchidaceae) umfasst 15 Pflanzenarten, die alle in Mittelamerika vorkommen. Die Pflanzen wachsen meist epiphytisch oder an Felsen.

## Beschreibung

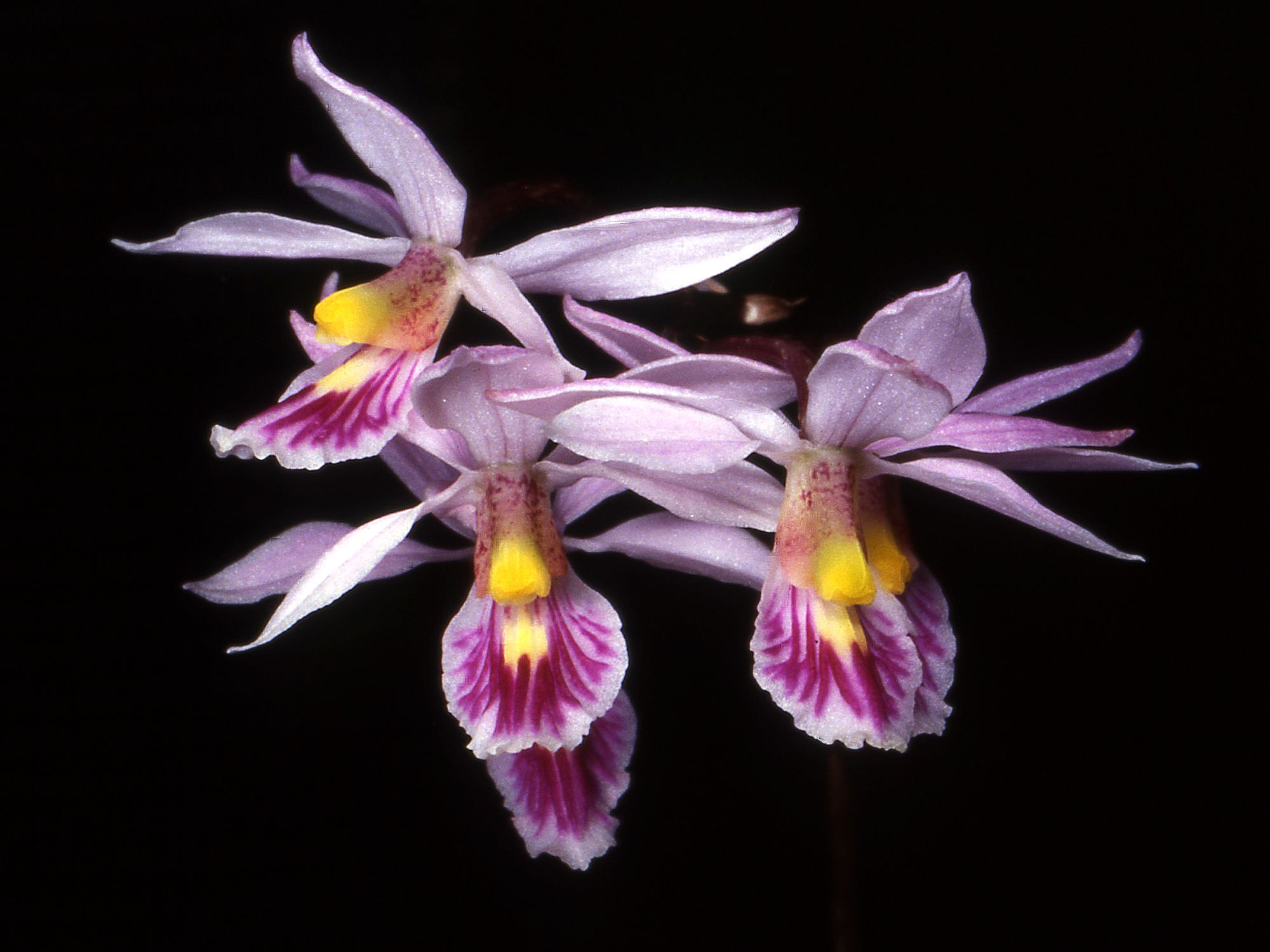
Barkeria shoemakeri

Alle Arten dieser Gattung bilden an einem kriechenden Rhizom in kurzem Abstand Pseudobulben. Diese sind lang und zigarrenförmig, sie bestehen aus mehreren Internodien. Rhizom und Spross sind von häutigen Niederblättern umgeben. Im oberen Bereich der Pseudobulben sitzen verteilt zwei bis sieben, gelegentlich bis zu zwölf, zweizeilig angeordnete Laubblätter. Die Blätter sind lang-oval, fleischig, in der Knospe längs der Mittelrippe gefaltet. Die Pflanzen sind – bedingt durch eine Trockenperiode in ihrer Heimat – meist laubabwerfend.
Der Blütenstand ist eine Traube oder wenig verzweigte Rispe; er erscheint an der Spitze der Sprosse. Die resupinierten Blüten sind generell rosa gefärbt, gelegentlich weiß, mit kontrastreicher roter und gelber Zeichnung auf der Lippe. Sie messen etwa 1,5 Zentimeter Durchmesser bei Barkeria shoemakeri und bis zu acht Zentimeter Durchmesser bei Barkeria spectabilis. An einem Blütenstand befinden sich bei Barkeria uniflora nur ein bis drei Blüten, während es bei Barkeria palmeri bis zu 100 sein können. Die Sepalen und Petalen sind annähernd gleich geformt – lanzettlich und zugespitzt. Die Lippe ist ungelappt mit einem zentralen, oft gelben Kallus. Auch in ultraviolettem Licht – sichtbar für Insekten – weist die Lippe eine kontrastreiche Zeichnung auf. Die geflügelte Säule ist an der Basis mit der Lippe verwachsen oder komplett frei. Das Rostellum sitzt im Unterschied zu Epidendrum quer zur Achse der Säule und hinterlässt bei Entfernung keinen Hohlraum. Das Staubblatt enthält vier Pollinien.

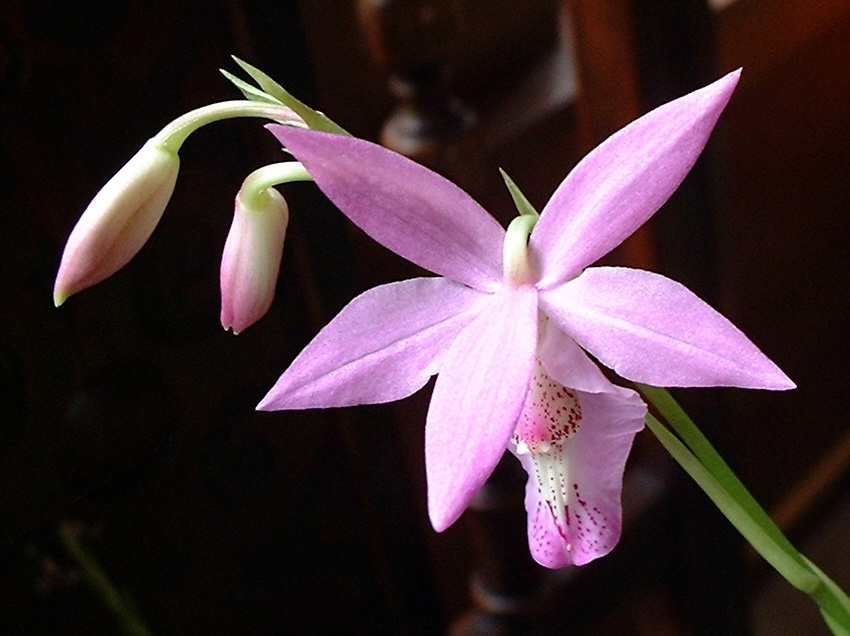
Blüte und Knospen von Barkeria lindleyana

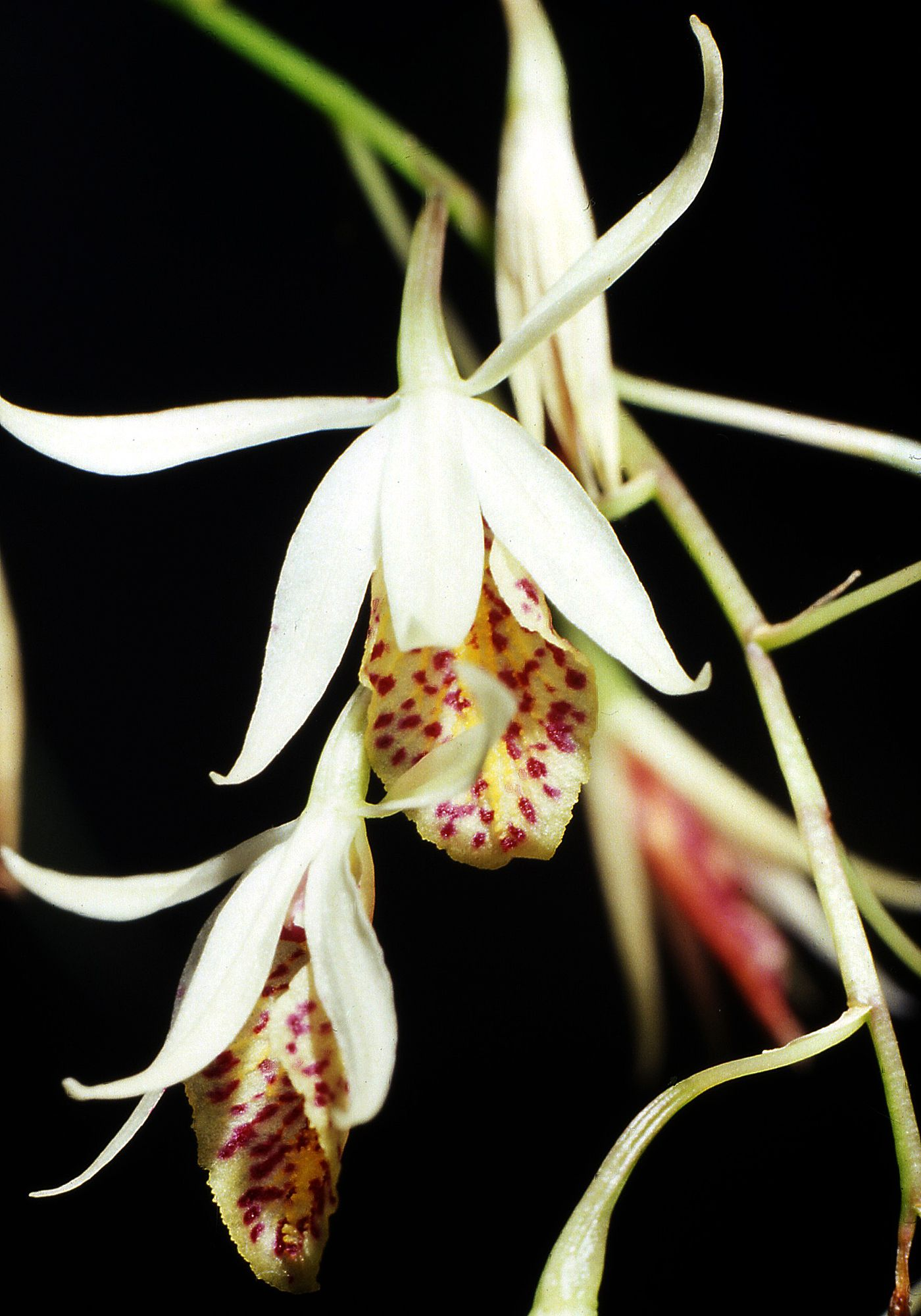
Barkeria obovata

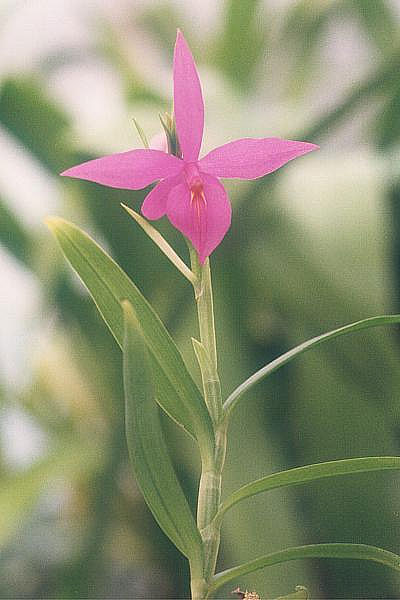
Barkeria skinneri

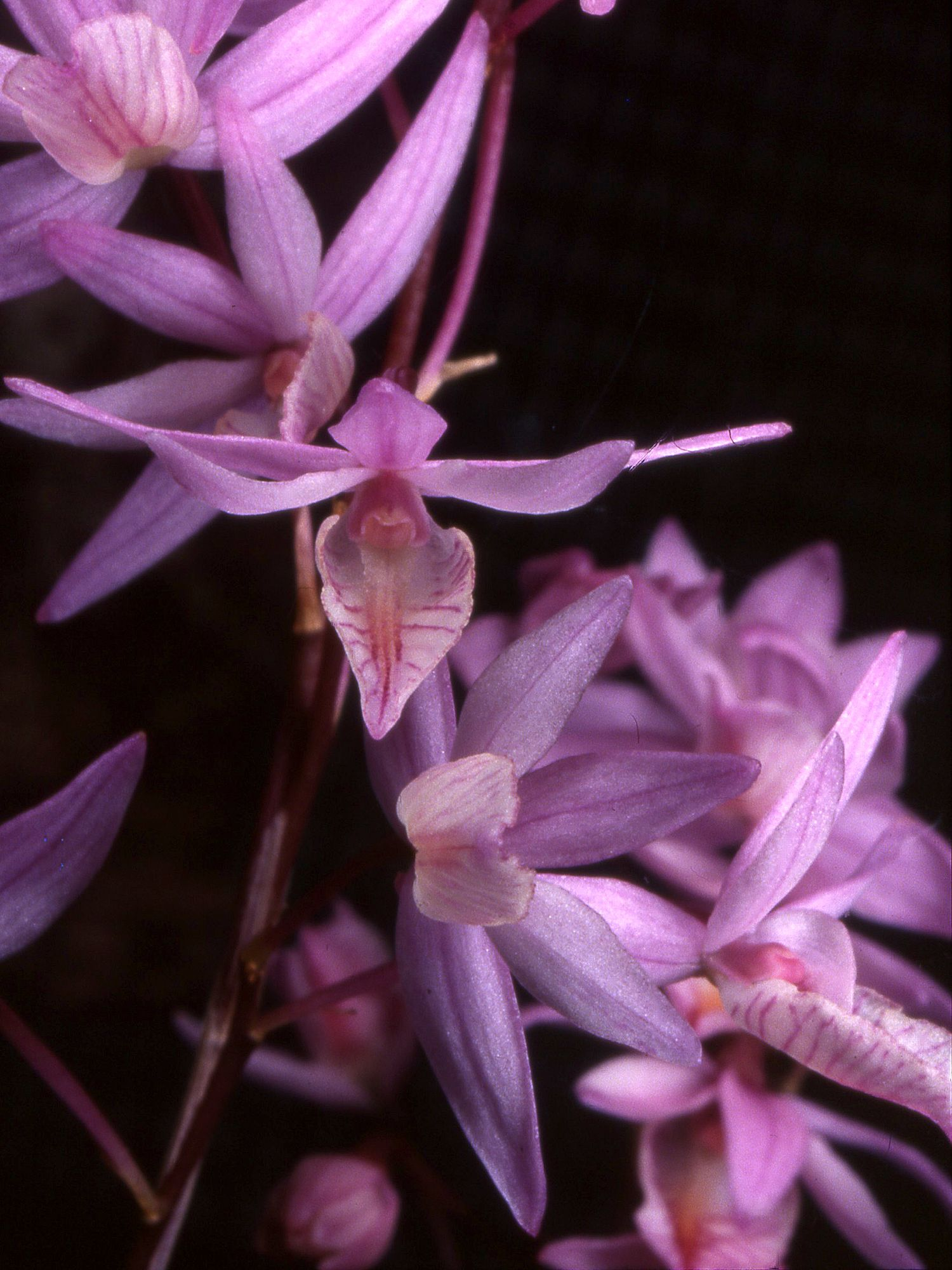
Barkeria strophinx

## Verbreitung
Die Arten der Gattung Barkeria kommen von Mexiko bis Panama vor. Sie wachsen dort als Epiphyten oder Lithophyten in periodisch trockenen Wäldern in Höhenlagen von 200 bis 2000 Meter.

## Kultur
Arten der Gattung Barkeria finden sich vergleichsweise häufig in Kultur, ebenso wie Hybriden mit anderen Arten verwandter Gattungen. Generell benötigen die Pflanzen während der Wachstumsperiode viel Licht, Luftfeuchtigkeit und gute Wasserversorgung bei schnell trocknendem Wurzelraum. Während der Ruhezeit muss das Substrat trocken bleiben.

## Systematik
Innerhalb der Unterfamilie Epidendroideae wird die Gattung Barkeria in die Tribus Epidendreae und dort in die Subtribus Laeliinae eingeordnet. Barkeria ist nah verwandt mit Epidendrum, Oerstedella, Caularthron und Orleanesia.
Es wurden folgende 16 Arten in dieser Gattung beschrieben:
- Barkeria archilarum Chiron: Die 2011 erstbeschriebene Art kommt in Guatemala vor.[2]
- Barkeria barkeriola Rchb.f., westliches Mexiko[2]
- Barkeria dorotheae Halb., Mexiko[2]
- Barkeria fritz-halbingeriana Soto Arenas, Oaxaca[2]
- Barkeria lindleyana Bateman ex Lindl.: Mit den Varietäten:
  - Barkeria lindleyana subsp. lindleyana, Costa Rica, Guatemala, El Salvador, Honduras[2]
  - Barkeria lindleyana subsp. vanneriana (Rchb.f.) Thien, Mexiko[2]
- Barkeria melanocaulon A.Rich. & Galeotti, Oaxaca[2]
- Barkeria naevosa (Lindl.) Schltr., Oaxaca, Guerrero[2]
- Barkeria obovata (C.Presl) Christenson: Sie kommt von Mexiko bis Panama vor.[2]
- Barkeria palmeri (Rolfe) Schltr., Mexiko[2]
- Barkeria scandens (Lex.) Dressler & Halb., Mexiko[2]
- Barkeria shoemakeri Halb., Mexiko[2]
- Barkeria skinneri (Bateman ex Lindl.) Paxton, Mexiko und Guatemala[2]
- Barkeria spectabilis Bateman ex Lindl., südliches Mexiko, El Salvador, Guatemala und Nicaragua[2]
- Barkeria strophinx (Rchb.f.) Halb., Michoacán[2]
- Barkeria uniflora (Lex.) Dressler & Halb., Mexiko[2]
- Barkeria whartoniana (C. Schweinf.) Soto Arenas, Oaxaca[2]

## Etymologie
Die Gattung Barkeria wurde 1838 von George Beauchamp Knowles und Frederic Westcott in Floral Cabinet, and Magazine of Exotic Botany Band 2, Seite 7, tab. 49 erstmals beschrieben und zu Ehren von George Barker, benannt, der die der Beschreibung zugrunde liegenden Exemplare aus Mexiko eingeführt hatte.